# Buryn
Buryn (em ucraniano:  Буринь) é uma cidade da Ucrânia, situada no Oblast de Sumy. Tem 16,63 km² de área e sua população em 2020 foi estimada em 8.476 habitantes.